# مراد کردی
مراد کردی (انگلیسی: Murad Gerdi؛ زادهٔ ۷ مارس ۱۹۸۶) بازیکن فوتبال اهل عراق است.
وی همچنین در تیم ملی فوتبال عراق بازی کرده‌است.